# Radio Mitre

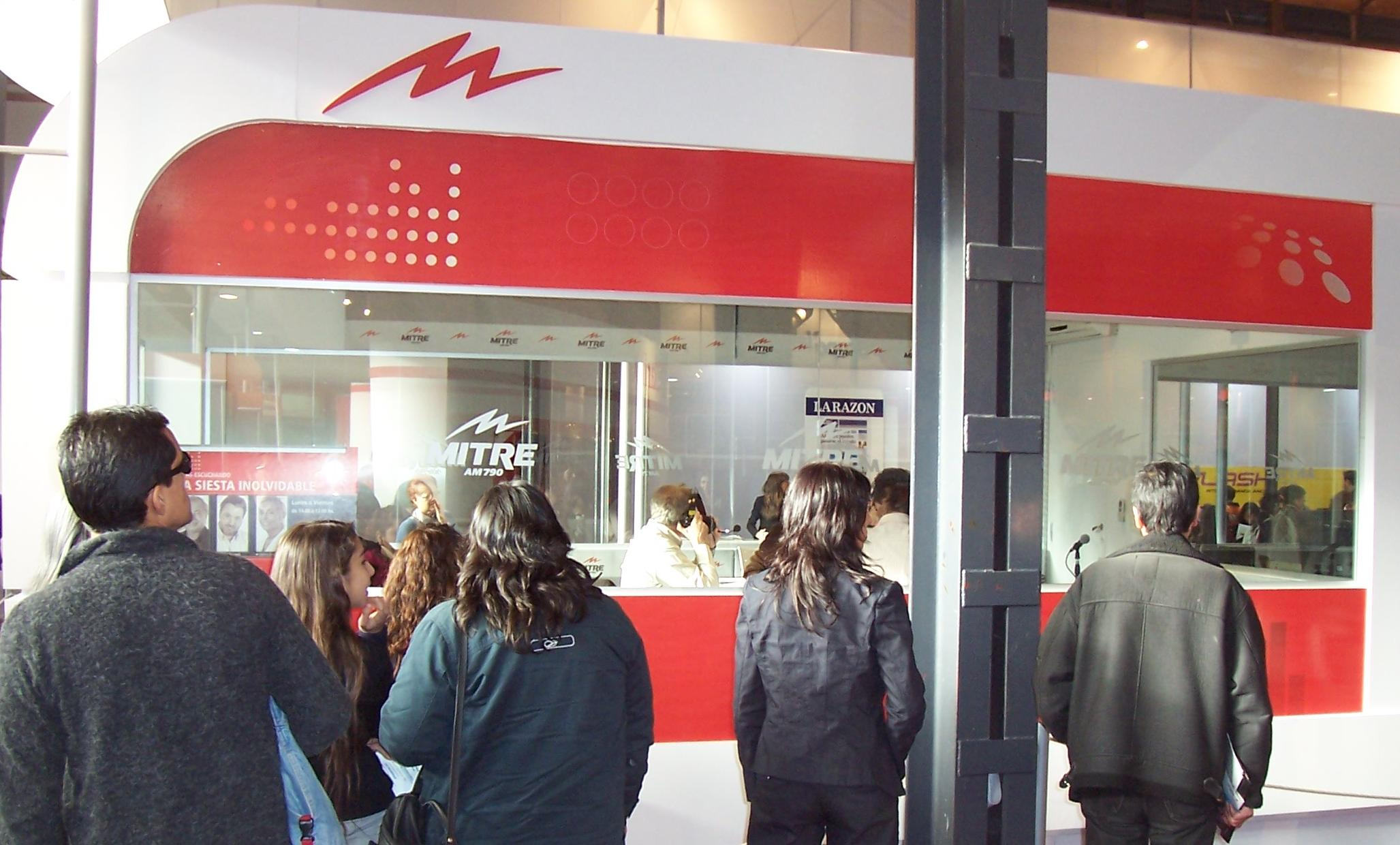
Estudi de Radio Mitre durant la Fira del Llibre de Buenos Aires.

LR6 Radio Mitre és una emissora de ràdio de la ciutat de Buenos Aires (Argentina).
Neix el 16 d'agost de 1925 amb el nom de LOZ Broadcasting La Nación. Durant el govern de Juan Domingo Perón, va passar a les mans de l'estat i finalment va ser reprivatitzada l'octubre de 1983. El 1985 es trasllada a les seves instal·lacions actuals, a Mansilla 2668, Recoleta. El 1992 va ser adquirida pel Grupo Clarín.
El 1995 va rebre un Premi Ondas en la categoria d'Hispanoamericans de radio i televisió per la programació especial amb motiu del seu setantè aniversari. És una de les ràdios capdavanteres de major trajectòria a l'Argentina. La seva programació conjuga la cobertura informativa amb espais per a la distensió, l'entreteniment, l'esport i l'espectacle. Transmet en els 790 kHz d'AM. Existeix una representant de la ràdio a la ciutat de Córdoba anomenada Mitre 810.